# La voz (Edvard Munch)
La voz (noruego: Stemmen; también: Noche de verano o Sueño de una noche de verano) es una serie pictórica del pintor noruego Edvard Munch, que ejecutó en dos pinturas y cuatro reproducciones entre los años 1893 y 1898. El motivo muestra a una mujer ante al espectador frente a la costa noruega. A menudo se ha interpretado como el despertar sexual de una adolescente. El título se puede interpretar como la voz interior de la mujer y también como la voz de la naturaleza. El motivo forma parte del "friso de la vida" de Munch, la recopilación de sus obras centrales sobre los temas de la vida, el amor y la muerte.

## Descripción de la imagen

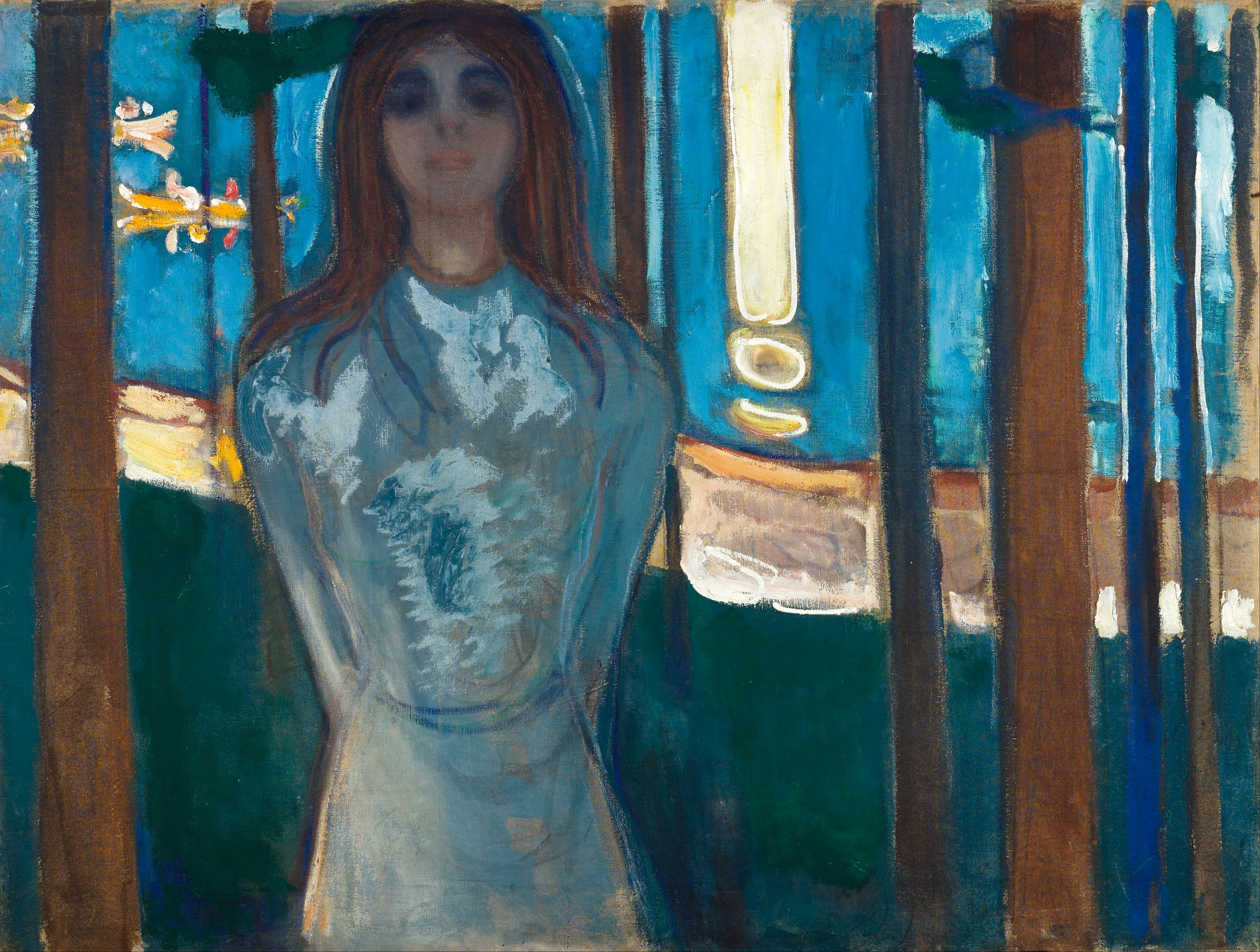
La voz, 1896.

Una mujer joven con un vestido blanco aparece sola en un bosque. Al fondo se puede ver una costa y en el agua se refleja la luna amarilla- o el sol bajo- en un largo reflejo. Una barca flota en el agua con una pareja a bordo. Los brazos de la mujer en primer plano están cruzados detrás de su espalda, su cabeza hacia atrás y el torso hacia delante. Sus ojos muy abiertos miran directamente al espectador. Para Karl Ove Knausgård, parece estar apoyada contra el tronco de un árbol.
Los títulos alternativos permiten ubicar la escena en una noche de verano nórdica, una de las llamadas “noches blancas”, en que incluso de noche hay una luz pálida, denominada "luz fantasmal" por el Museo de Bellas Artes de Boston. El contraste de las líneas verticales de los troncos de pino, el reflejo de la luna y la mujer con la línea de playa horizontal crean tensión en la composición. Sobre todo, Knausgård enfatiza la falta de profundidad en la composición: el suelo del bosque, la orilla y el mar son campos abstractos de color verde, blanco o azul, los árboles carecen de volumen. Según Hans Dieter Huber, es un recurso estilístico típico de Munch "doblar el fondo abruptamente hacia arriba para acercar lo que está lejos a la superficie de la imagen y dejar que el primer plano se hunda hacia abajo".
En la repetición del motivo de 1896, la joven ha pasado a primer plano. Según Arne Eggum y Guido Magnaguagno, parece "más plena y más sensual" que en la primera versión, es más joven, rubia y con el cabello suelto. En general, esta versión posterior se caracteriza por una mayor libertad pictórica y una aplicación de pintura fuerte y fresca (especialmente en los tonos blancos y amarillos brillantes), lo que también podría deberse a un repintado al menos parcial posterior.

## Otras versiones
Además de las dos pinturas al óleo de 1893 y 1896, exhibidas en el Museo de Bellas Artes de Boston y en el Museo Munch, el artista creó cuatro reproducciones sobre el tema de La voz, un aguafuerte de 1894, una xilografía de 1896, una litografía de 1897 y nuevamente un grabado en madera de 1898. El aguafuerte se basa en la primera pintura al óleo, la xilografía en la segunda. También es más concentrado, más arcaico y le recuerda a Arne Eggum las esculturas griegas de las Kore. El motivo también está muy condensado en el segundo grabado en madera más pequeño, más al estilo de una viñeta.

Noche de verano. La voz; Aguafuerte, 1894, 23,7 × 31,4 cm, Thielska galleriet, Estocolmo.
Víspera. La voz; Litografía, 1897, 35,1 × 14,8 cm, Thielska galleriet, Estocolmo.

## Interpretación
El motivo de La voz generalmente se interpreta como el despertar sexual de una adolescente. Nic. Stang refiere que este tema fue tocado en la época, por ejemplo, en el drama Despertar de primavera de Frank Wedekind de 1891. Munch ya había pintado un cuadro sobre el tema en Pubertad. Vestida de blanco, el "color de la inocencia", la joven irradia anhelo y miedo al mismo tiempo. Atraída por el ajetreo y el bullicio de los jóvenes en los botes, inconscientemente lo sugiere en su pose con los pechos erguidos. Para Reinhold Heller, hay algo evasivo en esta pose. Es una actitud típica de una chica púber que se debate en el despertar de sus sentimientos sexuales entre la exhibición erótica y el retiro inseguro.
Según Arne Eggum, la atmósfera de la imagen ya está cargada de erotismo por el lenguaje formal. La columna lunar actúa como un símbolo fálico, las líneas verticales y horizontales se pueden descifrar como símbolos masculinos y femeninos para Ulrich Bischoff incluso sin un conocimiento profundo del psicoanálisis. Eggum ubica la escena en los bosques de Borre  al norte de Åsgårdstrand en el fiordo de Oslo. El paisaje podría tener su origen en una noche de San Juan, que debido a reminiscencias paganas precristianas se celebra en los países nórdicos como el regreso del verano y, a menudo, brinda una oportunidad para escapadas eróticas. Las fiestas exuberantes a menudo se extienden a barcas en el mar. En general, los bosques de los fiordos noruegos se han utilizado a menudo para reuniones de amantes. Como suele ser el caso en Munch, el tema podría basarse en una experiencia del pintor, como el romance con Millie Thaulow en el verano de 1885.
Munch registró una experiencia así en sus notas: "Cuando nos paramos así, y mis ojos miran tus grandes ojos, a la pálida luz de la luna, ya sabes, allí, finas manos tejen hilos invisibles que están atados alrededor de mi corazón. Mis ojos guiados, a través de tus grandes ojos oscuros, dentro y alrededor de tu corazón, tus ojos son tan grandes ahora que están tan cerca de mí, son como dos grandes cielos oscuros." Agregó el texto a un estudio preliminar para la pintura: "Tus ojos son tan grandes como la mitad del cielo cuando estás cerca de mí y tu cabello tiene polvo dorado y no puedo ver tu boca, solo mira, sonríes".

### La voz
El título La Voz solo se le dio a las imágenes más tarde. No se sabe cómo se sintió el propio Munch con el título. Para Arne Eggum, sin embargo, ayuda al espectador a captar "el carácter lírico y auditivo de la imagen". El título se ha interpretado de dos maneras. Para Nic. Stang se refiere a la propia voz interior de la joven, los sentimientos que despiertan. Sin embargo, también son las voces de los jóvenes desde las barcas lo que escucha y lo que la atrae. Arne Eggum identifica una tensión entre la pareja en el bote y la mujer solitaria en primer plano. El mismo motivo aparece en Melancolía, también llamado La barca amarilla: Allí está un hombre solitario que se sienta en la orilla mientras una pareja en el embarcadero al fondo va a abordar una barca. Como La voz, Melancolía es una de las seis imágenes que Munch presentó en diciembre de 1893 en Berlín bajo el título Estudio para una serie “Die Liebe”. El "friso de la vida" se desarrolló más tarde a partir de esta combinación.

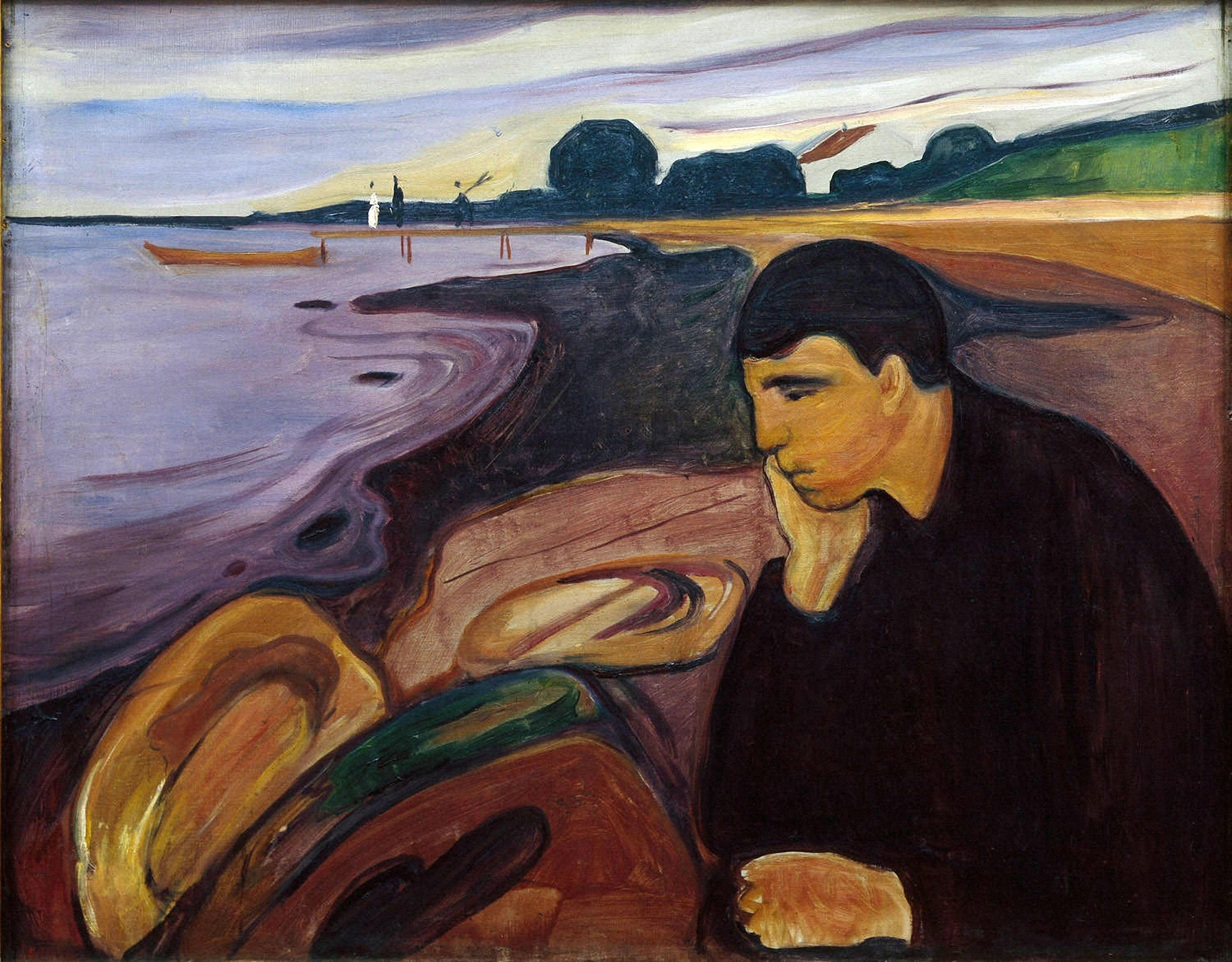
Edvard Munch: Melancolía, 1894–96, 81 × 100,5 cm, Museo de Arte de Bergen, Noruega.
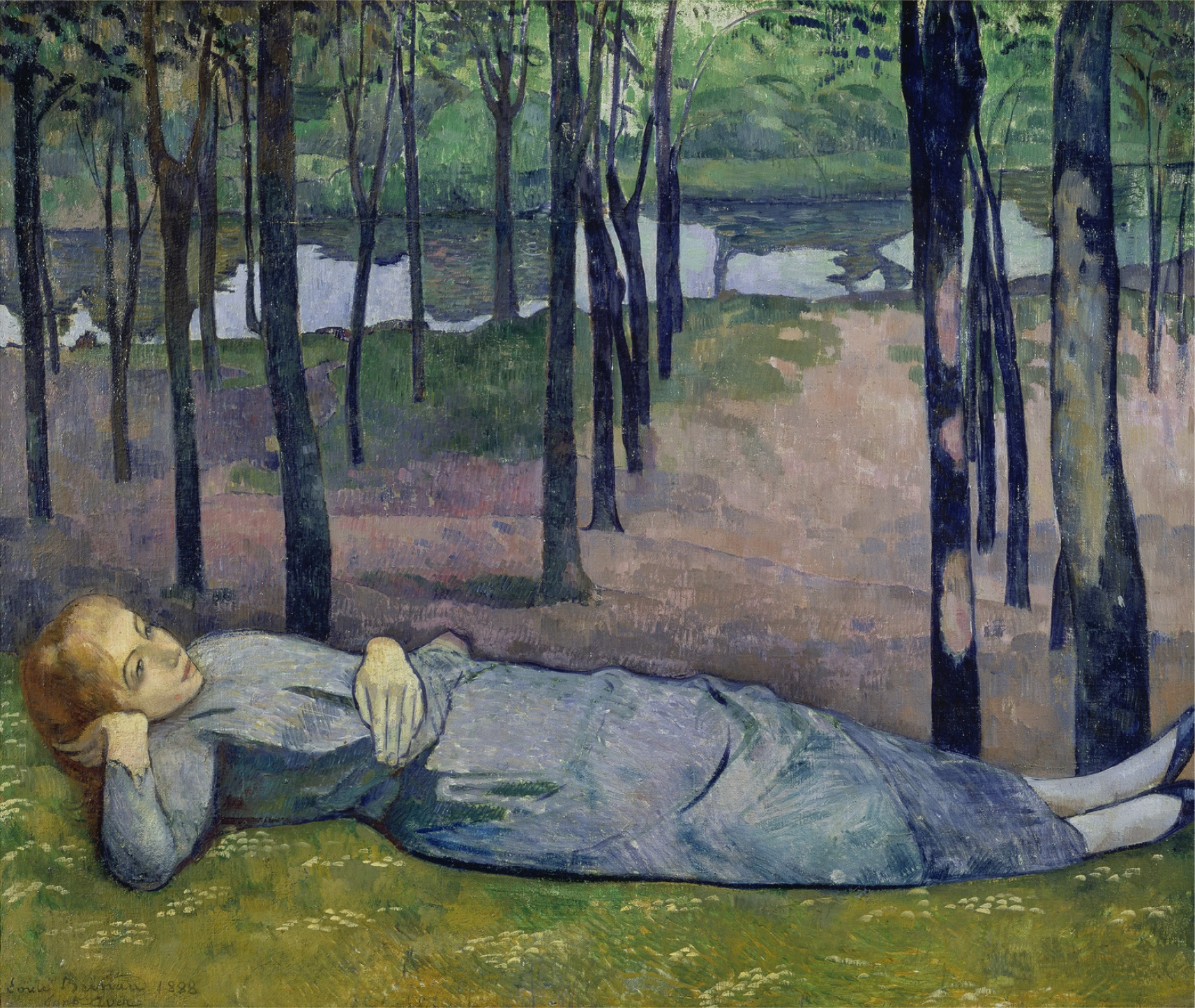
Émile Bernard: Madeleine au Bois d'Amour, 1888, 138 × 163 cm, Museo de Orsay, París.
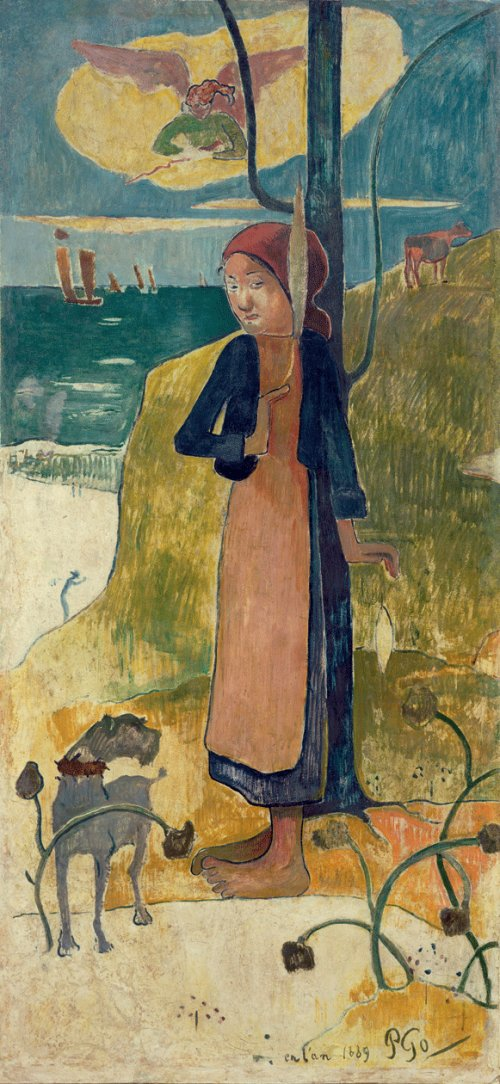
Paul Gauguin : Jeanne d'Arc, 1889, 134 × 62,9 cm, Museo Van Gogh, Ámsterdam.

La interpretación más común, sin embargo, es que la voz que escucha la mujer en primer plano es la voz de la naturaleza. Eggum señala que el bosque de Borre con sus tumbas de la época vikinga es un lugar particularmente cargado de mitología. La influencia de las fuerzas naturales en los humanos es un tema clásico en la literatura noruega, a menudo vinculado al hecho de que los seres del inframundo seducen a los humanos. Munch estaba abierto a tales corrientes místicas e incluso le dio a una pintura de 1892 el título Beach Mysticism. Eggum menciona a Émile Bernard con Madeleine au Bois d'Amour (1888) y Paul Gauguin con Jeanne d'Arc (1889) como precursores del tema de la escucha de la voz de la naturaleza o la voz interior.

### Papel del observador
Para Karl Ove Knausgård, en la imagen se representa a una mujer soltera, pero todo en el escenario se refiere al enfrentamiento con una segunda persona. El propio espectador se convierte en esta cuando mira la imagen: “Soy yo a quien ella está mirando, soy yo hacia quien ella se inclina hacia adelante. Y soy yo quien la asusta“. La figura femenina se convierte en una sirena para otro, al que a la vez promete placer y ruina. La imagen cambia a través de las respectivas experiencias que trae el espectador. Tiene la opción de cómo enfrentar la imagen. El hecho de que esta elección no se produzca en la imagen en sí, sino en el exterior, la convierte en una imagen para él “llena de nostalgia. Sí, como si el anhelo mismo estuviera representado aquí." 
En la interpretación de Uwe M. Schneede, es el mar en sí lo que atrae al espectador: “la atractiva y al mismo tiempo mortal voz del mar". Se refiere a Stanisław Przybyszewski, quien en su Epipsychidion informa sobre la seductora voz del mar:" ¡Sólo ahora lo sabía! Esa era la voz que sangraba por los ojos que estaba buscando. Era el mar […], la voz del mar”. Para Schneede, la muchacha se convierte en “el señuelo de la muerte con su promesa de amor". 

## Luz de luna
El cuadro Luz de luna del Museo Nacional de Arte, Arquitectura y Diseño Noruego, pintado en 1895, es más o menos una versión de La voz sin la figura en primer plano. Según Ulrich Bischoff, esto ha convertido a la columna lunar en "el verdadero actor principal". Lo que queda es el espacio de la imagen en sí mismo y su tensión, que obtiene del contraste entre las líneas verticales y horizontales (es decir, "masculinas" y "femeninas"). Lo que queda es la aplicación suave de pintura, los contrastes de luz y oscuridad y las imágenes que atraviesan muchos motivos del "friso de la vida": la línea de playa de Åsgårdstrand, los troncos desnudos de los árboles con ramas individuales que se simplifican a velas triangulares, la luz de la luna que se abre al mar como una columna de color, cuya forma recuerda a un tubo de ensayo. Incluso en Luz de luna la perspectiva no se acorta, lo que significa que todo el paisaje se eleva tan abruptamente como los troncos de los árboles paralelos. Esto resalta el "color que fluye suavemente", por ejemplo, en la transición de la orilla al agua.
Para Marianne Yvenes, Luz de luna es una de las representaciones más simplificadas de la costa noruega a la luz de una noche de verano en la obra de Munch. A diferencia de muchos de los otros motivos de Munch, la imagen no representa sentimientos o acciones humanas, sino que expresa un estado de ánimo. Es un estado de ánimo natural completamente sin presencia humana.